# Borochoro
Borochoro är en 3 500 meter hög bergskedja, till största delen belägen i Östturkestan norr om Ilidalen.
Borochoro utgör en utgrening av Tianshan.